# Volcanes del Estado de Nayarit
El Estado de Nayarit es parte del Eje Neovolcánico lo cual indica la presencia de cuerpos geológicos volcánicos de diferentes tipos y tamaños.

## VolcánEl Ceboruco

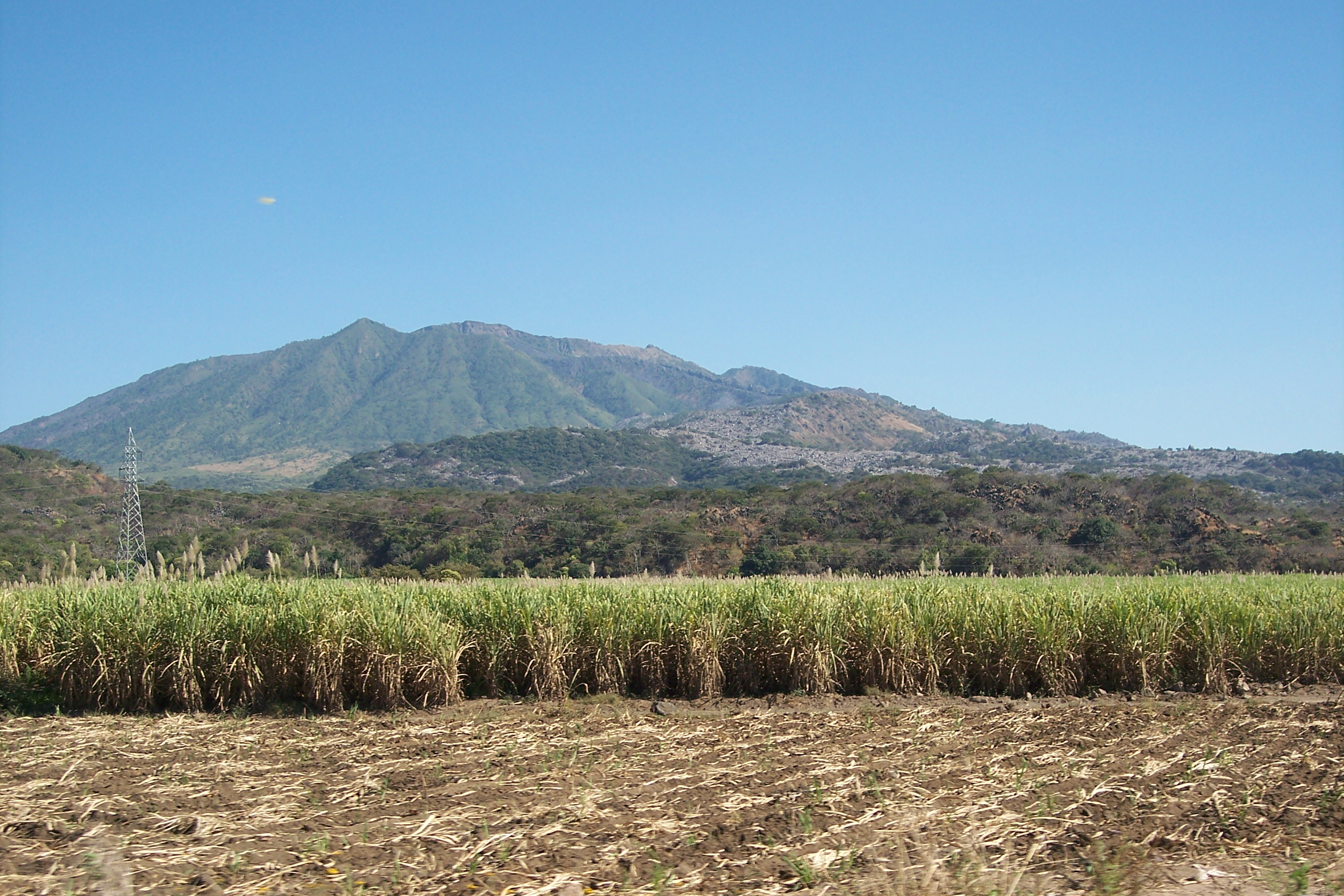
Panorámica del volcán Ceboruco

El Ceboruco es un volcán del Eje Neovolcánico Mexicano, situado al extremo oeste de esa cadena montañosa, en el estado de Nayarit. Alcanza una altitud de 2280 m s. n. m. Según su tipo de erupción el Ceboruco es un estratovolcán.

## Sierra de San Juan
Forma parte del Eje Neovolcánico Mexicano, la zona del volcán de San Juan es parte de la Sierra Madre Occidental. Este se encuentra inactivo, sin embargo, al ser parte de la franja volcánica su actividad podría incrementar y representar un riesgo para la población.

## Información general
| Nombre                    | Ubicación                    | Tipo              | Estado                           | Última erupción | Altura          |
| ------------------------- | ---------------------------- | ----------------- | -------------------------------- | --------------- | --------------- |
| Caldera de Tepic          | Ciudad de Tepic              | Caldera volcánica | Actividad hidrotermal (inactivo) | N/A             | 980 m s. n. m.  |
| Ceboruco                  | Ahuacatlán                   | Estratovolcán     | Activo                           | 1870-1875       | 2280 m s. n. m. |
| Cerro El Molote           | Compostela                   | Estratovolcán     | Actividad hidrotermal (inactivo) | Sin registro    | 1900 m s. n. m. |
| Domo San Pedro Lagunillas | San Pedro Lagunillas         | Caldera volcánica | Actividad hidrotermal (inactivo) | Sin registro    | 1892 m s. n. m. |
| El Molcajete              | Ixtlán del Río               | Estratovolcán     | Inactivo                         | Sin registro    | 1360 m s. n. m. |
| Las Navajas               | Municipio de Tepic           | Volcán en escudo  | Inactivo                         | Sin registro    | 1680 m s. n. m. |
| Media Luna                | Municipio de Xalisco         | Estratovolcán     | Inactivo                         | Sin registro    | 1420 m s. n. m. |
| Sangangüey                | Municipio de Tepic           | Estratovolcán     | Inactivo                         | 1700-1742       | 2300 m s. n. m. |
| Sierra de San Juan        | Municipio de Tepic y Xalisco | Estratovolcán     | Inactivo                         | Sin registro    | 2180 m s. n. m. |
| Tepetiltic                | San Pedro Lagunillas         | Caldera volcánica | Inactivo                         | Sin registro    | 1500 m s. n. m. |